# Вітторино да Фельтре
Вітторино да Фельтре (італ. Vittorino da Feltre, 1378 — 2 лютого 1446, Мантуя) — італійський педагог-гуманіст епохи Відродження.

## Біографія
Справжнє ім'я — Вітторино Рамбольдіні (Vittorino Ramboldini). Навчався в Падуанському університеті в одного з перших гуманістів Гаспарена де Бергамо, де пізніше сам викладав. З 1415 року протягом 18 місяців вивчав грецьку мову в школі Гваріно да Верона у Венеції. де сам викладав латину. Через епідемію чуми покинув Венецію й переїхав до Падуї. 1423 року одержав запрошення від правителя Мантуї Джанфранческо I Гонзага стати викладачем для його дітей, того ж року переїхав до Мантуї й заснував школу «Будинок радості». Тут проводилося викладання класичної філології та математики, у вивченні якої застосовувалися наочні посібники й практичні роботи. Значну увагу приділялося фізичному вихованню учнів: діти займались верховою їздою, гімнастикою, плаванням і фехтуванням.
Навчання ґрунтувалося не на примусі й тілесних покараннях, а на прагненні зацікавити дітей предметами вивчення з урахуванням індивідуальних особливостей учнів. Тілесні покарання допускались лише за проступки проти моральності.
Школа була дуже популярною. До неї приймалися не тільки представники аристократії, але й здібні вихідці з народу, як італійці, так і іноземці. Школа відіграла велику роль у пропаганді гуманістичних ідей і вихованні діячів Відродження.
Педагогічних творів не залишив.